# جو كروس (كاتب)
جو كروس (بالإنجليزية: Joe Cross)‏ هو رائد أعمال ومحامي وكاتب أسترالي، ولد في 30 مايو 1966 في سيدني في أستراليا.